# Johann Schwarzer
Johann Schwarzer (né le 30 août 1880 à Jauernig, Autriche-Hongrie, aujourd'hui Javorník en République tchèque; mort le 10 octobre 1914  à Virbalis, Pologne, lors d'une bataille de la Première Guerre mondiale) est un photographe et réalisateur autrichien et un pionnier des films érotiques au travers de sa société de production, la Saturn-Film (de).

## Biographie

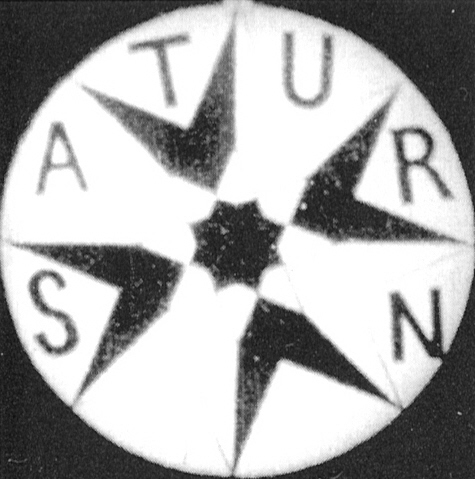
Le logo de la Saturn-Film

Dans les années 1900, Johann Schwarzer s'était établi à Vienne et était devenu un photographe faisant des portraits. Pour augmenter ses revenus, il se mit à faire des cartes postales érotiques. En 1906, il s'intéressa aux Herrenabende, des spectacles réservés aux hommes où étaient montrés des films érotiques. Il monta donc sa propre société de production, la Saturn-Film (de), qui fut la première société de production. Il dirigea aussi les premiers films érotiques autrichiens qui, s'ils montraient la nudité féminine, ne tombaient pas dans la pornographie. Contrairement à ses prédécesseurs, Johann Schwarzer n'hésitait pas à faire de la publicité dans les journaux et ajoutant le logo de sa compagnie dans ses films, comme tout producteur. En 1911, à la suite de plaintes venues du monde entier, la police opéra une saisie au siège de la Saturn-Film dans le cadre d'une vaste opération contre les productions érotiques, et elle détruisit la majeure partie de son catalogue, qui consistait en une cinquantaine de films. La censure l'empêcha ensuite de renaître, et Johann Schwarzer tenta sans succès de produire des films plus classiques, sans tout le piment qui avait fait toute sa renommée. Il partit en Afrique et réapparut pour épouser Émilie Jarosh-Stehlik.

## Filmographie partielle
- 1907 : Baignade interdite (Baden verboten)
- 1907 : Le Bain de sable (Das Sandbad)
- 1907 : Chez le photographe (Beim Fotografen)
- 1907 : Am Sklavenmarkt
- 1908 : La Coquette domestique (Das eitle Stubenmädchen)

## Source de la traduction
- (en) Cet article est partiellement ou en totalité issu de l’article de Wikipédia en anglais intitulé « Johann Schwarzer » (voir la liste des auteurs).